# Colletes ornatus
Colletes ornatus är en biart som beskrevs av Carlos Schrottky 1903. Colletes ornatus ingår i släktet sidenbin, och familjen korttungebin. Inga underarter finns listade i Catalogue of Life.